# 1. Fußball-Club Nürnberg Verein für Leibesübungen 1986-1987
Questa voce raccoglie le informazioni riguardanti il 1. Fußball-Club Nürnberg Verein für Leibesübungen nelle competizioni ufficiali della stagione 1986-1987.

## Stagione
Nella stagione 1986-1987 il Norimberga, allenato da Heinz Höher, concluse il campionato di Bundesliga al 9º posto. In Coppa di Germania il Norimberga fu eliminato al secondo turno dal Bayer Uerdingen.

## Rosa
| N. |                     | Ruolo | Calciatore              |
| -- | ------------------- | ----- | ----------------------- |
|    | Germania (bandiera) | P     | Andreas Köpke           |
|    | Germania (bandiera) | P     | Reiner Stumptner        |
|    | Norvegia (bandiera) | D     | Anders Giske            |
|    | Germania (bandiera) | D     | Hans-Jürgen Heidenreich |
|    | Germania (bandiera) | D     | Ludwig Martin           |
|    | Germania (bandiera) | D     | Joachim Philipkowski    |
|    | Germania (bandiera) | D     | Norbert Wagner          |
|    | Germania (bandiera) | C     | Hans-Jürgen Brunner     |
|    | Germania (bandiera) | C     | Thomas Brunner          |
|    | Germania (bandiera) | C     | Reiner Geyer            |
|    | Germania (bandiera) | C     | Roland Grahammer        |

| N. |                     | Ruolo | Calciatore         |
| -- | ------------------- | ----- | ------------------ |
|    | Germania (bandiera) | C     | Günter Güttler     |
|    | Germania (bandiera) | C     | Dieter Lieberwirth |
|    | Germania (bandiera) | C     | Stefan Reuter      |
|    | Germania (bandiera) | C     | Manfred Schwabl    |
|    | Germania (bandiera) | C     | Achim Wilbois      |
|    | Norvegia (bandiera) | A     | Jørn Andersen      |
|    | Germania (bandiera) | A     | Dieter Eckstein    |
|    | Germania (bandiera) | A     | Frank Lippmann     |
|    | Germania (bandiera) | A     | Rudolf Stenzel     |
|    | Germania (bandiera) | A     | Ralf Weidhaus      |

## Organigramma societario
Area tecnica
- Allenatore: Heinz Höher
- Allenatore in seconda:
- Preparatore dei portieri:
- Preparatori atletici:

## Calciomercato

### Sessione estiva
| Acquisti | Acquisti         | Acquisti          | Acquisti |
| R.       | Nome             | da                | Modalità |
| -------- | ---------------- | ----------------- | -------- |
| A        | Harald Ebner     | Greuther Fürth    |          |
| C        | Stefan Jambo     | Saarbrücken       |          |
| P        | Andreas Köpke    | Hertha Berlino    |          |
| C        | Manfred Schwabl  | Bayern Monaco     |          |
| P        | Reiner Stumptner | Norimberga II     |          |
| C        | Achim Wilbois    | Eintracht Treviri |          |

| Cessioni | Cessioni       | Cessioni            | Cessioni |
| R.       | Nome           | a                   | Modalità |
| -------- | -------------- | ------------------- | -------- |
| C        | Frank Nitsche  | Vikt. Aschaffenburg |          |
| C        | Stefan Jambo   | Homburg             |          |
| C        | Ulrich Bittorf | RW Oberhausen       |          |
| C        | Hans Dorfner   | Bayern Monaco       |          |
| P        | Roland Grüner  | Bayreuth            |          |
| D        | Stefan Hafner  | Monaco 1860         |          |
| A        | Fred Klaus     | St. Pauli           |          |

### Sessione invernale
| Acquisti | Acquisti | Acquisti | Acquisti |
| R.       | Nome     | da       | Modalità |
| -------- | -------- | -------- | -------- |

| Cessioni | Cessioni     | Cessioni       | Cessioni |
| R.       | Nome         | a              | Modalità |
| -------- | ------------ | -------------- | -------- |
| A        | Harald Ebner | Greuther Fürth |          |

## Risultati

### Bundesliga

#### Girone di andata
| Arbitro: | Kautschor |

|                                               |           |                                                   |
| Burgsmüller 47’, 59’, 82’ Ordenewitz 84’, 90’ | Marcatori | 20’ Lieberwirth 34’ Andersen 88’ (rig.) Grahammer |

| Arbitro: | Zimmermann |

|                                               |           |                                 |
| Eckstein 16’ Grahammer 31’ (rig.), 43’ (rig.) | Marcatori | 27’ Leifeld 55’ Kree 58’ Schulz |

| Arbitro: | Kruse |

|              |           |  |
| Berthold 52’ | Marcatori |  |

| Arbitro: | Tritschler |

|                  |           |                                     |
| Philipkowski 32’ | Marcatori | 47’ (rig.) Matthäus 57’ Augenthaler |

| Arbitro: | Heitmann |

|                    |           |  |
| Waas 51’ Rolff 88’ | Marcatori |  |

| Arbitro: | Ahlenfelder |

|                     |           |            |
| Eckstein 29’ (rig.) | Marcatori | 87’ Bührer |

| Arbitro: | Krug |

|                        |           |  |
| Buncol 31’ Schäfer 89’ | Marcatori |  |

| Arbitro: | Werner |

|              |           |              |
| Andersen 82’ | Marcatori | 12’ Bierhoff |

| Arbitro: | Bruch |

|            |           |              |
| Müller 75’ | Marcatori | 18’ Andersen |

| Arbitro: | Umbach |

|                              |           |            |
| Philipkowski 18’ Schwabl 41’ | Marcatori | 83’ Täuber |

| Arbitro: | Gabor |

|               |           |                        |
| Mill 27’, 37’ | Marcatori | 49’ Jambo 67’ Eckstein |

| Arbitro: | Brückner |

|                                                 |           |                                  |
| Reuter 14’ (rig.) Eckstein 18’, 83’ Stenzel 73’ | Marcatori | 49’, 52’ Jensen 86’ (rig.) Weikl |

| Arbitro: | Barnick |

|                             |           |              |
| Allofs 4’, 48’ Woodcock 85’ | Marcatori | 62’ Andersen |

| Arbitro: | Puchalski |

|                                                                   |           |                     |
| Stenzel 9’, 61’ Geyer 38’, 49’, 72’ Eckstein 50’ Philipkowski 68’ | Marcatori | 19’ Yula 80’ Riedle |

| Arbitro: | Weber |

|             |           |              |
| Okoński 47’ | Marcatori | 82’ Andersen |

| Arbitro: | Umbach |

|               |           |              |
| Kohr 43’, 52’ | Marcatori | 16’ Eckstein |

| Arbitro: | Matheis |

|                              |           |  |
| Andersen 50’ Lieberwirth 84’ | Marcatori |  |

#### Girone di ritorno
| Arbitro: | Föckler |

|                                                       |           |            |
| Eckstein 49’ Reuter 55’, 74’ (rig.) Andersen 69’, 77’ | Marcatori | 85’ Kutzop |

| Arbitro: | Werner |

|  |           |             |
|  | Marcatori | 88’ Brunner |

| Arbitro: | Kruse |

|                   |           |  |
| Reuter 66’ (rig.) | Marcatori |  |

| Arbitro: | Ahlenfelder |

|                                                     |           |  |
| Rummenigge 9’ Wohlfarth 56’ Hoeneß 62’ Matthäus 81’ | Marcatori |  |

| Arbitro: | Gabor |

|              |           |          |
| Eckstein 29’ | Marcatori | 40’ Waas |

| Arbitro: | Broska |

|                     |           |  |
| Walter 2’, 41’, 43’ | Marcatori |  |

| Arbitro: | Heitmann |

|                              |           |                        |
| Lieberwirth 65’ Andersen 73’ | Marcatori | 45’ Freiler 49’ Müller |

| Arbitro: | Mierswa |

|                                   |           |                                                    |
| Bierhoff 51’ Herget 79’ Kuntz 90’ | Marcatori | 20’ Philipkowski 49’, 59’ Andersen 68’ Lieberwirth |

| Arbitro: | Pauly |

|                           |           |             |
| Geyer 4’ Philipkowski 53’ | Marcatori | 23’ Zietsch |

| Arbitro: | Dellwing |

|                         |           |                                                 |
| Thon 60’ Kleppinger 82’ | Marcatori | 8’ Reuter 29’ Eckstein 68’ Brunner 84’ Andersen |

| Arbitro: | Wiesel |

|               |           |                                |
| Grahammer 25’ | Marcatori | 75’ Pagelsdorf 82’ (rig.) Zorc |

| Arbitro: | Umbach |

|           |           |           |
| Dusend 1’ | Marcatori | 28’ Giske |

| Arbitro: | Dellwing |

|             |           |                        |
| Andersen 8’ | Marcatori | 35’ (aut.) Lieberwirth |

| Arbitro: | Assenmacher |

|            |           |                                   |
| Riedle 72’ | Marcatori | 58’, 61’ Wilbois 63’, 68’ Stenzel |

| Arbitro: | Broska |

|                                 |           |                                 |
| Grahammer 63’, 79’ Andersen 73’ | Marcatori | 35’, 86’ von Heesen 44’ Okoński |

| Arbitro: | Boos |

|                            |           |             |
| Reuter 4’ Philipkowski 20’ | Marcatori | 2’ Hartmann |

| Arbitro: | Zimmermann |

|                                        |           |  |
| Rahn 18’, 49’ Dreßen 26’ Frontzeck 69’ | Marcatori |  |

### Coppa di Germania
| Arbitro: | Matheis |

|                      |           |                                                                                |
| Repp 35’ Hofmann 89’ | Marcatori | 32’, 68’ Grahammer 42’, 88’ Wilbois 51’, 86’ Andersen 57’ Eckstein 70’ Güttler |

| Arbitro: | Neuner |

|                              |           |                         |
| Bierhoff 21’ Funkel 58’, 76’ | Marcatori | 9’ Grahammer 69’ Reuter |

## Statistiche

### Statistiche di squadra
| Competizione      | Punti | In casa | In casa | In casa | In casa | In casa | In casa | In trasferta | In trasferta | In trasferta | In trasferta | In trasferta | In trasferta | Totale | Totale | Totale | Totale | Totale | Totale | DR |
| Competizione      | Punti | G       | V       | N       | P       | Gf      | Gs      | G            | V            | N            | P            | Gf           | Gs           | G      | V      | N      | P      | Gf     | Gs     | DR |
| ----------------- | ----- | ------- | ------- | ------- | ------- | ------- | ------- | ------------ | ------------ | ------------ | ------------ | ------------ | ------------ | ------ | ------ | ------ | ------ | ------ | ------ | -- |
| Bundesliga        | 35    | 17      | 8       | 7       | 2       | 39      | 25      | 17           | 4            | 4            | 9            | 23           | 37           | 34     | 12     | 11     | 11     | 62     | 62     | 0  |
| Coppa di Germania | -     | 0       | 0       | 0       | 0       | 0       | 0       | 2            | 1            | 0            | 1            | 10           | 5            | 2      | 1      | 0      | 1      | 10     | 5      | +5 |
| Totale            | 35    | 17      | 8       | 7       | 2       | 39      | 25      | 19           | 5            | 4            | 10           | 33           | 42           | 36     | 13     | 11     | 12     | 72     | 67     | +5 |

### Andamento in campionato
| Giornata  | 1  | 2  | 3  | 4  | 5  | 6  | 7  | 8  | 9  | 10 | 11 | 12 | 13 | 14 | 15 | 16 | 17 | 18 | 19 | 20 | 21 | 22 | 23 | 24 | 25 | 26 | 27 | 28 | 29 | 30 | 31 | 32 | 33 | 34 |
| --------- | -- | -- | -- | -- | -- | -- | -- | -- | -- | -- | -- | -- | -- | -- | -- | -- | -- | -- | -- | -- | -- | -- | -- | -- | -- | -- | -- | -- | -- | -- | -- | -- | -- | -- |
| Luogo     | T  | C  | T  | C  | T  | C  | T  | C  | T  | C  | T  | C  | T  | C  | T  | T  | C  | C  | T  | C  | T  | C  | T  | C  | T  | C  | T  | C  | T  | C  | T  | C  | C  | T  |
| Risultato | P  | N  | P  | P  | P  | N  | P  | N  | N  | V  | N  | V  | P  | V  | N  | P  | V  | V  | V  | V  | P  | N  | P  | N  | V  | V  | V  | P  | N  | N  | V  | N  | V  | P  |
| Posizione | 12 | 13 | 14 | 15 | 17 | 18 | 18 | 17 | 17 | 15 | 15 | 15 | 15 | 15 | 15 | 15 | 15 | 13 | 10 | 10 | 12 | 12 | 13 | 13 | 13 | 11 | 11 | 11 | 11 | 10 | 10 | 9  | 8  | 9  |

Legenda:

Luogo: C = Casa; T = Trasferta. Risultato: V = Vittoria; N = Pareggio; P = Sconfitta.

### Statistiche dei giocatori
| Giocatore       | Bundesliga | Bundesliga | Bundesliga  | Bundesliga | Coppa di Germania | Coppa di Germania | Coppa di Germania | Coppa di Germania | Totale   | Totale | Totale      | Totale     |
| Giocatore       | Presenze   | Reti       | Ammonizioni | Espulsioni | Presenze          | Reti              | Ammonizioni       | Espulsioni        | Presenze | Reti   | Ammonizioni | Espulsioni |
| --------------- | ---------- | ---------- | ----------- | ---------- | ----------------- | ----------------- | ----------------- | ----------------- | -------- | ------ | ----------- | ---------- |
| J. Andersen     | 29         | 14         | 4           | 0          | 1                 | 2                 | 0                 | 0                 | 30       | 16     | 4           | 0          |
| H. Brunner      | 23         | 2          | 2           | 0          | 0                 | 0                 | 0                 | 0                 | 23       | 2      | 2           | 0          |
| T. Brunner      | 30         | 0          | 1           | 1          | 2                 | 0                 | 0                 | 0                 | 32       | 0      | 1           | 1          |
| D. Eckstein     | 25         | 10         | 1           | 0          | 2                 | 1                 | 1                 | 0                 | 27       | 11     | 2           | 0          |
| R. Geyer        | 18         | 4          | 1           | 0          | 0                 | 0                 | 0                 | 0                 | 18       | 4      | 1           | 0          |
| A. Giske        | 31         | 1          | 3           | 0          | 2                 | 0                 | 1                 | 0                 | 33       | 1      | 4           | 0          |
| R. Grahammer    | 30         | 6          | 3           | 0          | 2                 | 3                 | 1                 | 0                 | 32       | 9      | 4           | 0          |
| G. Güttler      | 19         | 0          | 1           | 0          | 2                 | 1                 | 0                 | 0                 | 21       | 1      | 1           | 0          |
| H. Heidenreich  | 2          | 0          | 0           | 0          | 0                 | 0                 | 0                 | 0                 | 2        | 0      | 0           | 0          |
| S. Jambo        | 4          | 1          | 0           | 0          | 1                 | 0                 | 0                 | 0                 | 5        | 1      | 0           | 0          |
| A. Köpke        | 32         | 0          | 0           | 0          | 2                 | 0                 | 0                 | 1                 | 34       | 0      | 0           | 1          |
| D. Lieberwirth  | 30         | 4          | 4           | 0          | 1                 | 0                 | 0                 | 0                 | 31       | 4      | 4           | 0          |
| F. Lippmann     | 6          | 0          | 0           | 0          | 0                 | 0                 | 0                 | 0                 | 6        | 0      | 0           | 0          |
| L. Martin       | 0          | 0          | 0           | 0          | 0                 | 0                 | 0                 | 0                 | 0        | 0      | 0           | 0          |
| M. Müller       | 1          | 0          | 0           | 0          | 0                 | 0                 | 0                 | 0                 | 1        | 0      | 0           | 0          |
| F. Nitsche      | 7          | 0          | 0           | 0          | 1                 | 0                 | 0                 | 0                 | 8        | 0      | 0           | 0          |
| J. Philipkowski | 30         | 6          | 2           | 0          | 2                 | 0                 | 0                 | 0                 | 32       | 6      | 2           | 0          |
| S. Reuter       | 33         | 6          | 3           | 0          | 2                 | 1                 | 0                 | 0                 | 35       | 7      | 3           | 0          |
| M. Schwabl      | 33         | 1          | 0           | 0          | 2                 | 0                 | 0                 | 0                 | 35       | 1      | 0           | 0          |
| R. Stenzel      | 15         | 5          | 0           | 0          | 0                 | 0                 | 0                 | 0                 | 15       | 5      | 0           | 0          |
| R. Stumptner    | 1          | 0          | 0           | 0          | 1                 | 0                 | 0                 | 0                 | 2        | 0      | 0           | 0          |
| N. Wagner       | 25         | 0          | 2           | 1          | 1                 | 0                 | 0                 | 0                 | 26       | 0      | 2           | 1          |
| R. Weidhaus     | 0          | 0          | 0           | 0          | 0                 | 0                 | 0                 | 0                 | 0        | 0      | 0           | 0          |
| A. Wilbois      | 9          | 2          | 0           | 0          | 2                 | 2                 | 0                 | 0                 | 11       | 4      | 0           | 0          |